# 东汉与鲜卑的战争
东汉与鲜卑的战争，东汉建武二十一年（45年）至中平三年（186年），东汉反击鲜卑攻掠边郡的战争。
东汉初年，鲜卑臣属于匈奴，经常攻掠汉朝东部边郡。建武二十一年（45年），鲜卑随匈奴攻辽东郡（郡治襄平县，今辽宁辽阳市），太守祭肜发郡兵数千追击，鲜卑骑兵大败奔逃，损失三千多人。建武二十五年（49年），南匈奴归汉，乌桓也与汉朝和好。汉朝派遣使者诏谕鲜卑，示以财利，鲜卑大都护偏何归汉，向祭肜求效力，祭肜令他出击北匈奴，斩首二千余级。其后，偏何连年出兵攻击北匈奴，并以此向汉朝邀赏。建武三十年（54年），鲜卑大人于仇贲、满头等部落首领到洛阳朝贺，归附汉朝。光武帝刘秀封于仇贲为王、满头为候。永平元年（58年），鮮卑其他各部大人也遣使归附。东汉每年赏赐给鲜卑大量财物。从汉光武帝末年至汉章帝、汉和帝时，五十年间，鲜卑一直臣附于东汉，边塞安宁无事。
车骑将军窦宪击灭北匈奴后，永元五年（93年），鲜卑乘机举族向西迁徙，尽据北匈奴之地。北匈奴余部十余万落都自称鲜卑。从此鲜卑转盛，开始南下侵略汉朝的辽东郡、辽西郡（郡治阳乐县，今辽宁义县西南）、右北平郡（郡治土垠县、今河北丰润县东南）、渔阳郡（郡治渔阳县，今北京市密云区西南）、代郡（郡治高柳县，今山西阳高县）、上谷郡（郡治沮阳县，今河北怀来东南）、雁门郡（郡治阴馆县、今山西朔州市东南）、定襄郡（郡治善无县，今山西右玉县东南）、云中郡（郡治云中县，今内蒙古托克托县东北）等郡县。适值汉朝衰败，外戚、宦官轮流专权当政，军事衰落，军备瓦解。
汉桓帝年间，鲜卑大人檀石槐统一鲜卑各部，南抄汉边、北据丁零（今俄罗斯贝加尔湖以南地区）、东却夫余（在今松花江中游平原上，以今农安为中心，南至今辽宁省北境，东与挹娄相接，北有弱水，即黑龙江），西击乌孙，尽据匈奴故地。依靠其强大的军事力量，不断掠夺和烧杀汉边郡县，致幽、并、凉三州沿边九郡人口锐减，社会凋敝。东汉处于被动应付的境地。永元九年（97年），辽东鲜卑攻肥如（今河北迁安东北），东汉北边九郡连年被鮮卑抄掠，郡守多次被攻杀，财帛牛羊被不可胜数。熹平六年（177年），汉朝派夏育出高柳（今山西阳高），田晏出云中，臧旻出雁门，各率万余骑兵，三路出击鮮卑，大败而还。鮮卑侵掠汉边更加嚣张。光和四年（181年），檀石槐死，其子和连继位，才能不及其父，而且贪残凶暴，致部众叛乱，和连本人不久也在侵扰北地郡（郡治平县，今宁夏吴忠西南）时丧命。其后，他的子侄争王位，连年相互攻杀，鲜卑解体，部众离散。鮮卑之患稍稍缓解。